# Чилійсько-Аргентинські Анди
Чилійсько-Аргентинські або Субтропічні Анди — ділянка Анд, розташована між 26-27° пд.ш. на півночі та 40-42° пд.ш. на півдні, на території Чилі та Аргентини. Саме тут Анди досягають максимальної висоти, а процеси гороутворення продовжуються з найбільшою активністю.

## Орографія

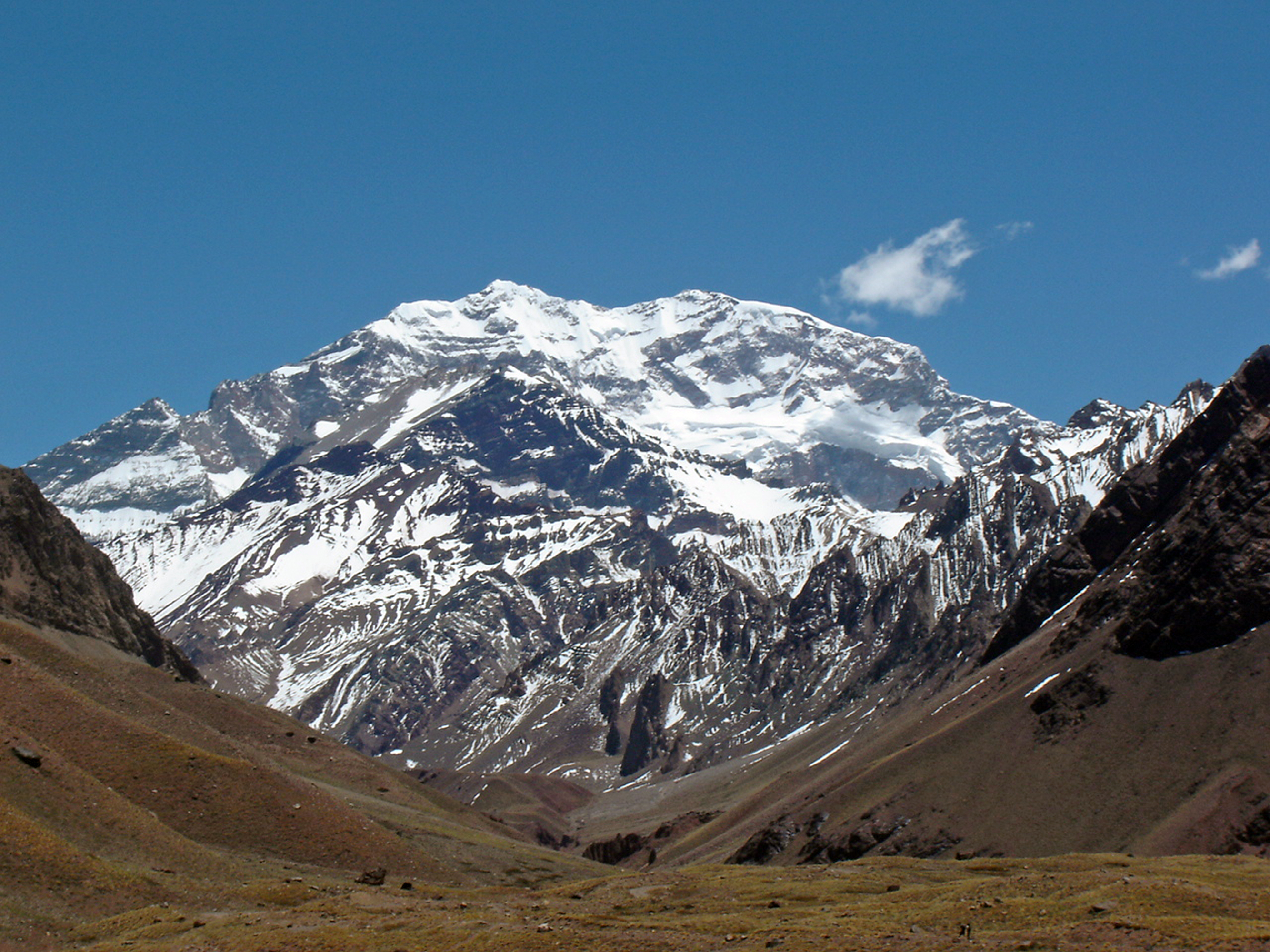
Гора Аконкаґуа (провінція Мендоса)

На заході цієї ділянки, уздовж берега Тихого океану, тягнеться невисока гряди Прибережного хребта (Берегової Кордильєри), що є продовженням Прибережного хребта Центральних Анд. Середні висоти цього хребта — 800 м, окремі вершини піднімаються до 2000 м. Глибокі долини річок розділяють її на плато-меса, які круто обриваються до Тихого океану.
На схід від Прибережного хребта лежить паралельна їй тектонічна западина Центральної або Подовжньї долини Чилі. Вона є орографічним продовженням западини Атаками, але відділяється від неї поперечними відрогами Анд. Подібні, хоча і нижчі, відроги головного хребта розділяють долину
на ряд ізольованих понижень. Висота дна долини на півночі близько 700 м та знижується на півдні до рівня моря, опускаючись в океан в районі затоки Релонкаві на південній межі Субтропічних Анд. Над горбистою поверхнею долини піднімаються ізольовані конуси стародавніх вулканів, досягаючих кількох сотень метрів відносної висоти. Долина є найнаселенішим районом Чилі, зокрема в ній розташована столиця країни Сантьяго.
Зі сходу Центральна долина обмежена високим ланцюгом Головної Кордильєри, по гребеню якої проходить межа Чилі та Аргентини. Цей масив об'єднує разом три окремі хребта, на які поділяють Центральні та Північні Анди. У цій частині Анди складаються сильно складчастими мезозойськими відкладеннями і вулканічними породами та досягають величезної висоти і значної цілісності. Над цим хребтом виступають найвищі вершини Анд — Аконкаґуа (6962 м), Мерседаріо (6720 м), діючі вулкани Тупунґато (6570 м) і Майпо (5264 м). Снігова лінія проходить на висоті понад 5000 м на півночі та знижується до близько 2000 м на півдні. Схили гір тут майже вертикальні та неприступні. У всій смузі гір, включаючи також і Центральну долину, часті сейсмічні та вулканічні явища. Особливо руйнівні землетруси відбуваються в Центральній Чилі. Щонайменш двічі, в 1869 та 1960 році (Вальдивійський землетрус) спостерігалися землетруси силою понад 9 балів за шкалою Ріхтера.

## Клімат

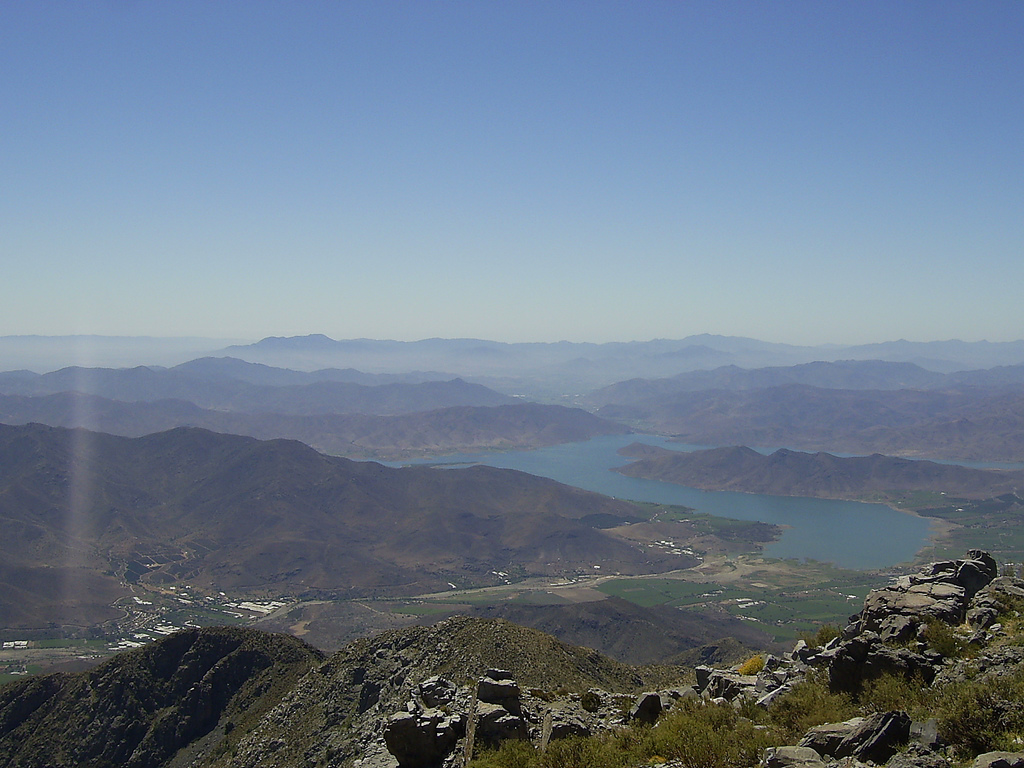
Резервуар Ла-Палома (регіон Кокімбо)

У приморській частині Чилійсько-Аргентинських Анд (крім крайньої півночі) клімат субтропічний, з сухим літом і вологою зимою. Цей кліматичний район також охоплює Центральну долину і нижні частини західних схилів Головної кордильєри. На півночі відчувається вплив пустелі Атакама, а на півдні характерне збільшення опадів і поступове зникнення сухого літнього періоду.
У міру віддалення від узбережжя клімат стає більш континентальним і сухим. Так у Вальпараїсо температура самого прохолодного місяця + 11 °C, а найтеплішого +17 °C, тобто сезонні коливання температури невеликі. У Центральній долині вони помітніші. Наприклад, у Сантьяго
середня температура найхолоднішого місяця +7 °C, а найтеплішого +20 °C. Опадів тут випадають небагато, кількість їх зростає з півночі на південь і зі сходу на захід. У Сантьяго випадає близько 350 мм, у Вальдивії — 750 мм. На західних схилах Головної кордильєри опади знову зростають, проте на її східному схилі їх стає дуже мало.

## Рослинність та ґрунти

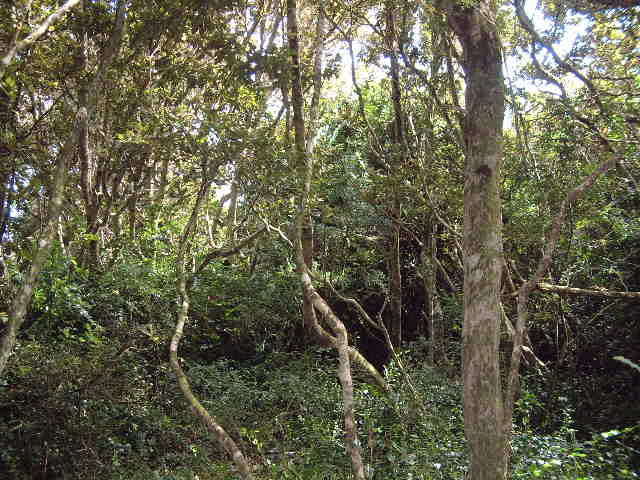
Ліс аекстоксіконів, Національний парк Боске-Фрай-Хорхе (регіон Кокімбо)

Ґрунтовий покрив дуже різноманітний. Найпоширеніші типові бурі ґрунти, характерні для сухих субтропічних районів. У Центральній долині розвинені темнокольорові ґрунти, що нагадують чорноземи.
Природна рослинність сильно винищена, оскільки в середній частині Чилі живе майже все населення країни, тут дуже розвиниеи сільське господарство. Тому велика частина зручних земель зайнята посівами різноманітних культур. Для природної рослинності характерне переважання вічнозелених чагарників, подібних до чапарелі Північної Америки та маквісу Середземномор'я.
Ліси покривали у минулому схили Анд до висоти 2000—2500 м. На сухіших східних схилах лінія лісу лежить на 200 м нижче, ніж на вологіших західних. Зараз ліси переважно зведені, а схили Головної кордильєри та Прибережного хребта оголені. Деревна рослинність зустрічається головним чином у вигляді штучних насаджень та окремих гіїв. На конічних вулканах, що піднімаються зі дна долини, ці гаї складаються з сосен, чилійських араукарій, буків та інтродукованих евкаліптів, платанів і завезених з Європи видів, у підліску — чагарники герані та дроку.
Вище 2500 м в Головній кордильєрі знаходиться пояс альпійських луків, в межах якого по долинам заходять вузькі смуги низькорослого лісу і чагарників. У рослинному покриві альпійських луків представлені види тих родів рослин, які зустрічаються і на альпійських лугах Старого Світу: жовтець, ломикамінь, кислиця, примула та інші. Серед чагарників поширені смородина і барбарис. Зустрічаються також ділянки торф'яних боліт з типовою болотяною флорою.

## Сільське господарство

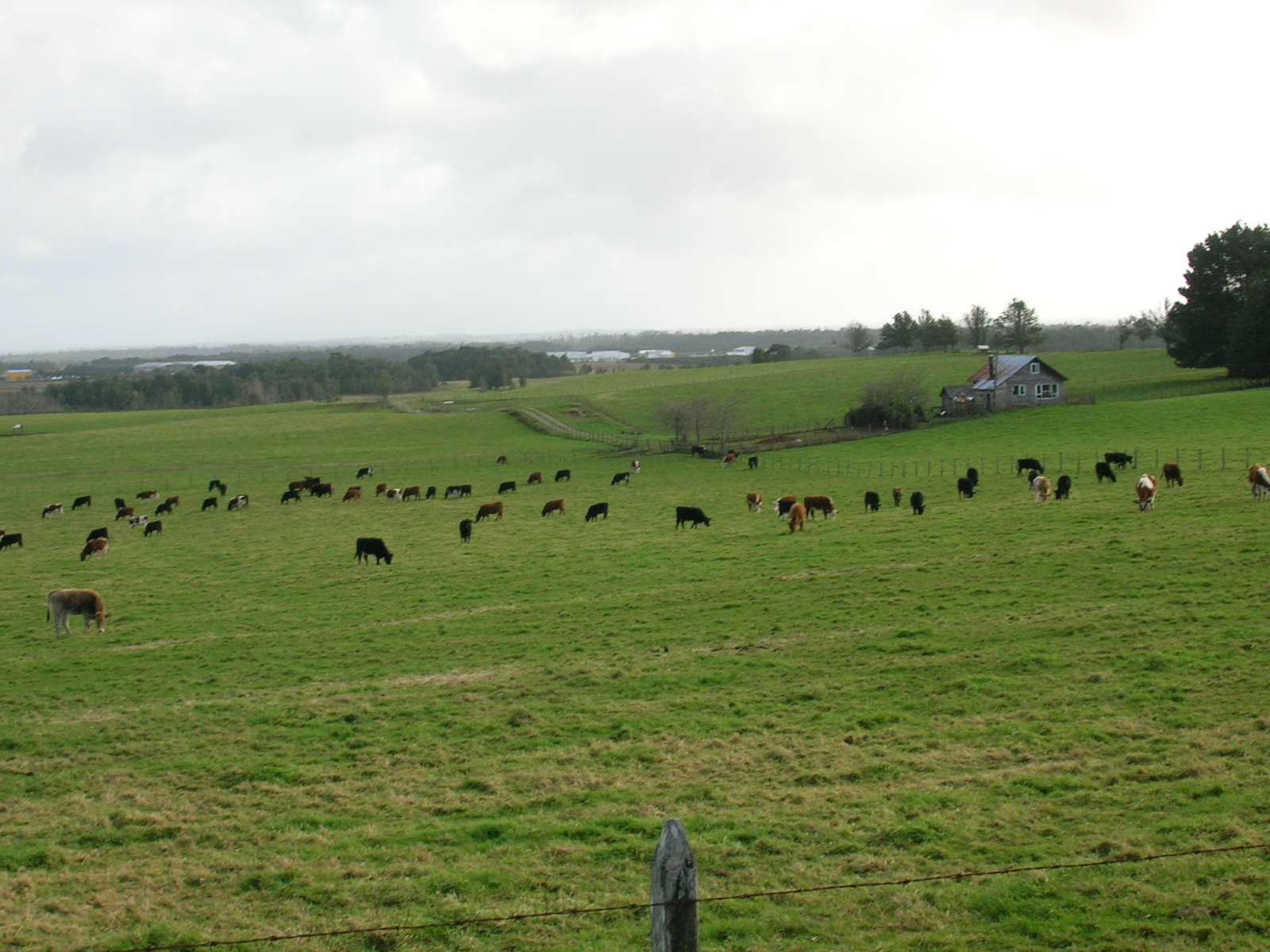
Типовий пейзаж Центральної долини, муніципалітет Пуерто-Варас (регіон Лос-Лаґос)

Землеробство в цих районах, крім півдня регіону, вимагає штучного зрошення. Культурна рослинність схожа з рослинністю відповідних по клімату областей Європи і Північної Америки. Велика частина культур була завезена до Південної Америки з субтропічних середземноморських країн Європи. Тут вирощується виноград, оливкове дерево, цитрусові та інші плодові дерева. Найбільша частина розораних площ зайнята пшеницею, менша — кукурудзою. На схилах гір на невеликих ділянках вирощується картопля, бобові, горох, сочевиця, цибуля, артишоки і стручковий перець. На найзручніших ділянках на місці винищених лісів є штучні деревонасадження. Альпійські луки широко використовуються як пасовища.